# Vyskytná

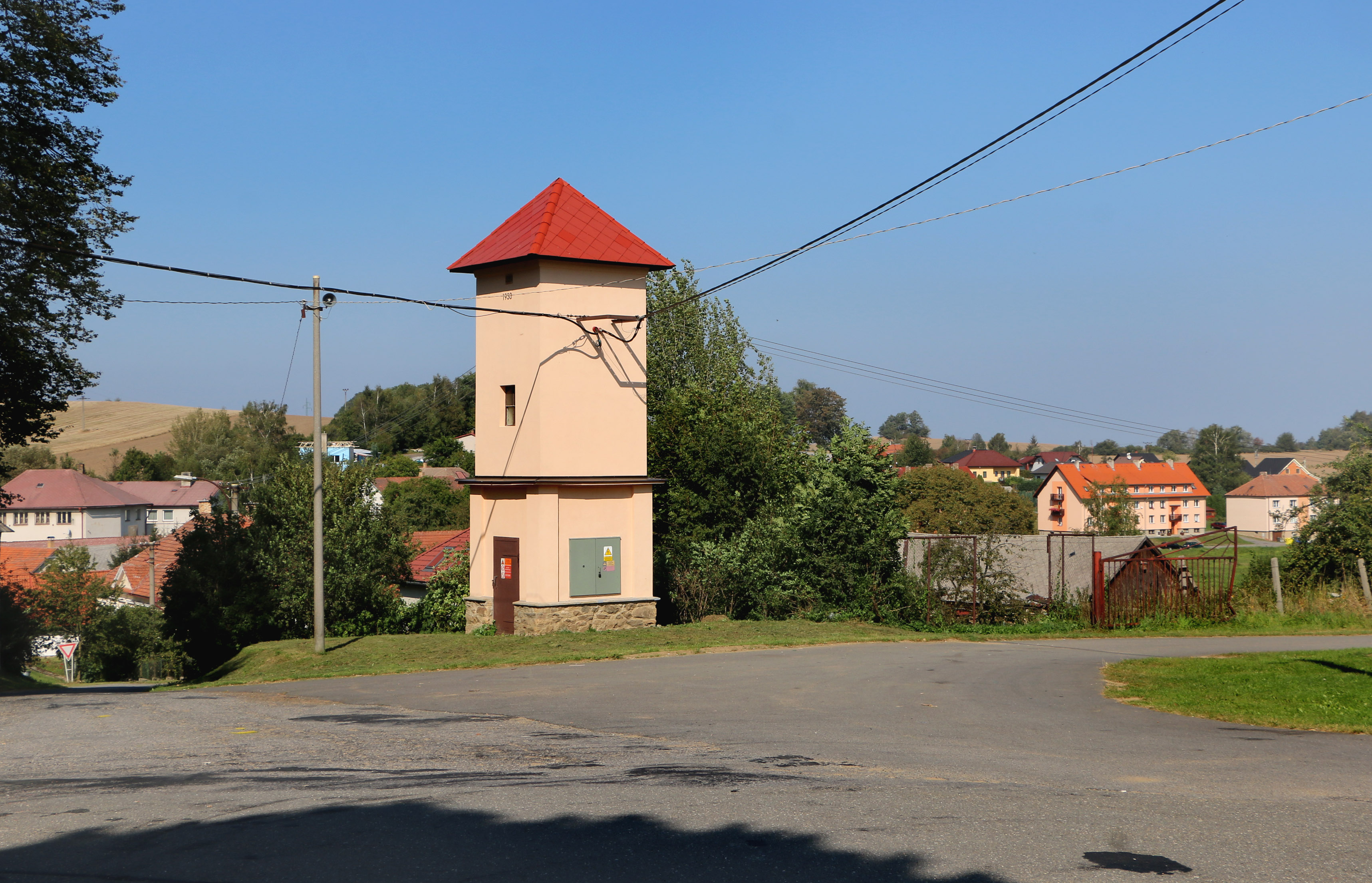
Der Dorfplatz

Vyskytná (deutsch Böhmisch Gießhübel) ist eine Gemeinde in Tschechien. Sie liegt 16 Kilometer westlich von Jihlava und gehört zum Okres Pelhřimov.

## Geographie
Vyskytná befindet sich nordöstlich des 765 m hohen Křemešník am Bach Vyskytná in der Böhmisch-Mährischen Höhe. Östlich des Dorfes fließt der Jankovský potok, dessen gesamter Oberlauf wegen des Vorkommens der Flussperlmuschel als nationales Naturdenkmal geschützt ist.
Nachbarorte sind Polánky im Norden, Dudín im Nordosten, Opatov im Osten, Jankov im Südosten, Chaloupky, Močáry und Nový Rychnov im Süden, Sázava im Südwesten, Branišov, Střítež pod Křemešníkem und Sedliště im Westen sowie Částonín im Nordwesten.

## Geschichte
Es gilt anhand archäologischer Funde als sicher, dass der Ort bei der Besiedlung der Gegend von Pelhřimov zum Ende des 12. Jahrhunderts gegründet wurde. 1233 wurde der Fluss Vyskytná (Jankovský potok), welcher in die Kletečná (Želivka) einmündet, als Grenze zwischen den Ländereien des Klosters Želiv und der bischöflichen Herrschaft Červená Řečice bezeichnet. Vyskytná oder Gießhübel gehörte zum Besitz des Bistums Prag und wurde zur Unterscheidung vom unweit gelegenen Gishowel als Bischöflich Gießhübel oder Böhmisch Gießhübel bezeichnet. 1379 wurde der Ort in den königlichen Steuerlisten als oppidum und zwischen 1390 und 1395 als civitas bezeichnet. Bis 1417 gehörte Böhmisch Gießhübel zur Herrschaft Červená Řečice, danach erwarb es Jan von Choděnice. Ab 1454 gehörte der Ort zu Pelhřimov. Von seiner Zerstörung während der Hussitenkriege erholte sich der Ort nicht mehr. 1545 wurde es nur noch als Dorf bezeichnet. Im Dreißigjährigen Krieg verödete das Dorf, und in der berní rula waren nur noch 8 Bauerngüter und 4 Häusler verzeichnet; 30 Bauernhöfe lagen wüst. 1682 entstand eine Feste, deren Fluren im Zuge der Josephinischen Reformen an die Bauern verteilt wurden. 1722 eröffnete die erste Schule.

## Gemeindegliederung
Die Gemeinde Vyskytná besteht aus den Ortsteilen Branišov (Branschau), Sedliště (Sedlischt) und Vyskytná (Böhmisch Gießhübel), die zugleich Katastralbezirke bilden.

## Partnergemeinde
- Brenzikofen, Schweiz, seit 1994

## Sehenswürdigkeiten
- Kirche Mariä Verkündigung, 1290 durch Tobias von Bechin gegründet
- Glockenturm auf einem Hügel am Dorfplatz, errichtet vor 1484. Vermutlich befanden sich an dieser Stelle zuvor ein Kloster und Friedhof
- Pfarrhaus, seit 1384 nachweislich
- Kapelle der Hl. Dreifaltigkeit in Branišov, erbaut 1870
- Kapelle des Hl. Johannes von Nepomuk in Sedliště, errichtet im 19. Jahrhundert

## Ehrenbürger
- Johann Burkhalter aus Brenzikofen